# コシダカサザエ
コシダカサザエ（腰高栄螺）Turbo (Marmarostoma)  stenogyrus は、リュウテンサザエ科（リュウテン科, サザエ科ともいう）に属する貝殻の高さが約3cmの巻貝である。

## 形態
貝殻はサザエの棘の無いタイプと似た形で、螺層に多数の螺肋がめぐらされる。食餌や環境によって殻の色は赤褐色、黄褐色、橙色、緑色とさまざまに変化し、イロサザエとも呼ばれる。殻口は丸く、内面に真珠光沢がある。蓋は石灰質で丸くて厚く、表面は平滑に近い。海藻を歯舌で削り取って食べる。鰓（えら）は双葉型の櫛鰓を持つ。

## 分布
房総半島以南、沖縄諸島にかけて分布。潮間帯から潮下帯の岩礁に生息する。

## 分類
リュウテン亜科 (Turbininae)、リュウテン属 Turbo のキングチサザエ亜属 Marmarostoma に分類される。